# The Adventures of Sinbad
The Adventures of Sinbad är en kanadensisk TV-serie från 1996-1998 om Sinbad Sjöfararen från Tusen och en natt. Serien spelades in i Sydafrika.
Den sändes år 1997 på TV4 i Sverige.

## Handling
Serien beskriver Sinbad och hans brors äventyr när de samlar en besättning och seglar iväg i fartyget Nomad, från Bagdad, i jakt på rikedom och äventyr. Sinbad är född i Staden Basra.

## Skådespelare
- Zen Gesner - Sinbad
- George Buza - Doubar
- Jacqueline Collen - Maeve
- Mariah Shirley - Bry

## Gästspelat
- Emmanuelle Chriqui som Serendib
- Hakeem Kae-Kazim som Ali Rashid